# Nephele bipartita
Nephele bipartita är en fjärilsart som beskrevs av Butler 1878. Nephele bipartita ingår i släktet Nephele och familjen svärmare. Inga underarter finns listade i Catalogue of Life.